# Ridge (Dorset)
Ridge est un village du Dorset, en Angleterre.

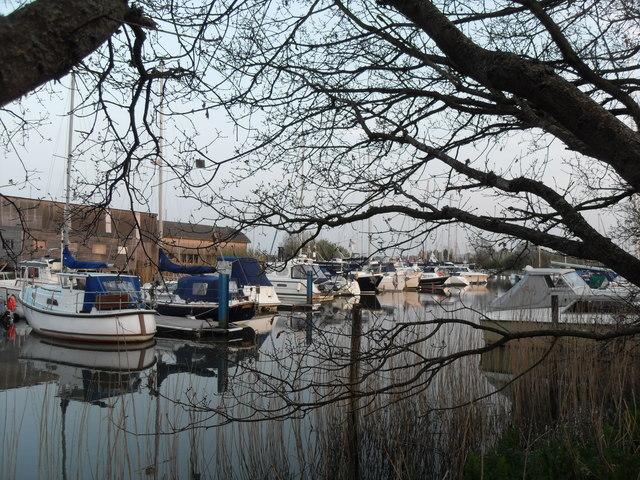
Le port de Ridge..